# ゆめタウン高梁
ゆめタウン高梁（ゆめタウンたかはし）は、岡山県高梁市落合町阿部に所在し、イズミが運営する総合スーパー。
1990年6月14日開業。イズミの総合スーパー・ショッピングセンターブランド「ゆめタウン」の一号店である。

## 主なテナント

### 本館
- 1階 
  - シャディ
  - 愛情メガネの田中
  - タカラブネ
  - トマト&オニオン
  - ゆめドラッグ
  - エディオンマルフジゆめタウン店（株式会社吉備ケーブルテレビによるフランチャイズ運営）
  - ソフトバンクショップ

- ATMコーナー
  - ゆうちょ銀行
  - 中国銀行
  - トマト銀行
  - 備北信用金庫

- 2階
  - ザ・ダイソー
  - おもちゃのドリームランド
  - 開進堂書店

### 別棟
- ゆめ市場（地元産野菜類を販売する青空市）
- たこ焼き店
- auショップ
- 宝くじ売り場
- ドコモショップ
- ダイキ

## 撤退したテナント
- カヨースポーツ
- 横田履物店
- マクドナルド
- ミスタードーナツ
- マリンポリス

## 名物
- ホルモン焼きそば

ホルモン入りの焼きそば。本館北側出入口の前にある別棟のたこ焼き店で販売。焼き上がるのに時間を要するため、販売店は買い物前にあらかじめ注文しておくことを推奨している。

## 周辺
- 備北信用金庫落合支店
- 吉備ケーブルテレビ本社
- ザグザグ落合店
- イーグル工業岡山事業場

## 交通アクセス
- 国道313号
- 伯備線備中高梁駅前にある高梁バスセンターより、ゆめタウンシャトルバス（備北バスが運行するワンコインバス・100円均一）で11分。